# Gielde
Gielde este o comună din landul Saxonia Inferioară, Germania.